# Funakosi Gicsin
Funakosi Gicsin (船越 義珍; Hepburn: Funakoshi Gichin; Suri, Okinava, 1868. november 10. – Tokió, 1957. április 26.) japán harcművész, aki az okinavai eredetű karatét Japán fő szigetén elterjesztette. A karatedó, „az üres kéz útja” okinavai eredetű japán harcművészetként vonult be a köztudatba.

## Életútja és a karate
Funakosi Gicsin  11 éves korában kezdett okinavatét tanulni, ez a karate őse, Itoszu Jaszucune és Azato Jaszucune [illetve Ankó] mestereknél. 1906-tól az okinavai Sóbukai Társaság titkára. 1917-ben meghívásra Kiotóba utazott, ahol már bemutatta a karatét. 1922-ben Tokióban tartott saját rendszeréből bemutatókat, amit terjeszteni is kezdett. Első saját dódzsóját költői álnevével, „Sótó”-val („Suhogó Fenyő”; 松濤) nevezték el Sótókannak. Később a stílus elnevezése is innen eredt. Funakosi ellenezte a versenyzést, a szabad küzdelmet, a katákra (formagyakorlatokra) helyezte a hangsúlyt. A karatét művészetként (harcművészet) és nem sportként képzelte el.
A kamakurai Enkakudzsi-templomban lévő sírján a felirat: „Karate ni szente nasi”, azaz A karate sosem támad elsőre (空手に先手なし; a karatéban nincs kezdeményezés).
A karate művelője az üres kéz útját járja, azaz eszköz nélkül, pusztán a testét használva fegyverként, védi meg magát. Funakosi mester meghatározása szerint a karate-dó célja nem a győzelem vagy a vereség eldöntése, hanem a gyakorlatok tökéletesítése és a jellem fejlesztése. Tehát a cél nem versenyek megnyerése, vagy övfokozatok elérése, hanem a rendszeres, kitartó gyakorlással a test és a jellem fejlesztése.
Funakosi mester maximái: jellem, őszinteség, törekvés, jó modor, önfegyelem. Maga Funakosi a rendszerét először csak egyszerűen „dai nippon kempó karate-dó”-nak, vagyis nagy japán ököl módszerű üres kezek útjának nevezte. A köztudatban a stílus a tanítványok által használt elnevezéssel vonult be, amit maga a mester is elfogadott. A sótókan a legnagyobb karatestílussá nőtte ki magát, Funakosi mester rendszeréből, ami Nakajama mesternek köszönhetően az egész világon elterjedt. Napjainkban már több világszervezettel is rendelkezik, amik nem működnek együtt teljes mértékben (JKA, IAKF, ITKF SKI, Fudokan stb.).
Még a mester életében megkezdődött az eredeti tanítás és a Nakajama-féle irányzat kettéválása. 1949-ben Nakajama Maszatosi még mesterével együtt alapította meg a JKA-t, a Japán Karate Szövetséget, ami egyre inkább Nakajama befolyása alá került.
1951-ben bevezették a szabad küzdelmet, 1957-ben pedig megrendezték az első hivatalos karateversenyt.
Funakosi, a modern karate-dó megalkotója úgy halt meg (1957-ben), hogy kétségei voltak a karate további fejlődésének módja felől. Az általa alapított stílus véglegesen ekkor szakadt két ágra, a versenyzést elvető ortodox sótókaira és a Nakajama által megreformált – a mester iránti tiszteletből első dódzsójának nevét viselő – sótókan ágazatra. A sótókan karate mára a világ legnépszerűbb és legelterjedtebb irányzatává vált.

## A karate 20 alapelve
Funakosi 1938-ban publikálta először a karate 20 alapelvét:
- 1. A karate tiszteletadással kezdődik és tiszteletadással ér véget. 
一、空手道は礼に始まり礼に終る事を忘るな
- 2. A karatéban nincs első támadás.
一、空手に先手なし
- 3. A karate az igaz elveket szolgálja.
一、空手は義の補け
- 4. Ismerd meg önmagad, aztán az ellenfeled.
一、先づ自己を知れ而して他を知れ
- 5. A technikánál előbbre való a szellem.
一、技術より心術
- 6. Szabadítsd meg a szellemed a terheitől.
一、心は放たん事を要す
- 7. A hiba hanyagságból ered.
一、禍は懈怠に生ず
- 8. Ne gondold azt, hogy a karate csak a dódzsóban van jelen.
一、道場のみの空手と思ふな
- 9. A karate gyakorlása az egész életet betölti.
一、空手の修業は一生である
- 10. Ha mindent áthat a karate szelleme, a szépség fog uralkodni.
一、凡ゆるものを空手化せよ其処に妙味あり
- 11. A karate olyan, mint a forró víz, ha nem ég alatta a tűz, kihűl.
一、空手は湯の如し絶えず熱度を与えざれば元の水に還る
- 12. Ne a győzelemre gondolj, az vezessen, hogy ne veszíts.
一、勝つ考は持つな負けぬ考は必要
- 13. Ha nem boldogulsz az ellenfeleddel, változtass.
一、敵に因って轉化せよ
- 14. A küzdelem nem más, mint a körülményekhez való alkalmazkodás.
一、戦は虚実の操縦如何に在り
- 15. Kezedet és a lábadat kardként használd.
一、人の手足を剣と思へ
- 16. Gondolj arra, hogy amint kilépsz a házból, millió ellenség vesz körül.
一、男子門を出づれば百万の敵あり
- 17. Az alapállás a kezdőknél felvett, a gyakorlott tartása már természetes.
一、構は初心者に後は自然体
- 18. A kata legyen pontos. A valódi harc más dolog.
一、形は正しく実戦は別物
- 19. Mindig tartsd szem előtt az erő mértékét, a test hajlékonyságát és a technika sebességét.
一、力の強弱体の伸縮技の緩急を忘るな
- 20. Soha ne elégedj meg elméleti tudásoddal.
一、常に思念工夫せよ

## Magyarul megjelent művei
- Életutam a karate-do; ford. Füzesi Zoltán, Lukács Péter; magánkiadás, Keszthely, 1994 (Budô ismeretterjesztő kiskönyvtár)
- Életem és a karate-dô; Hunor Vállalkozás, Bp., 1996 (Budô ismeretterjesztő kiskönyvtár)
- Életem a karate-dō; 2. jav. kiad.; Hunor, Bp., 2007 (Budo kiskönyvtár)